# Huang Yuting
Huang Yuting (xinès tradicional: 黃雨婷, xinès simplificat: 黄雨婷, pinyin: Huáng Yǔtíng; Taizhou, Zhejiang, 3 de setembre de 2006) és una tiradora esportiva xinesa. Va guanyar tres medalles en esdeveniments de carabina d'aire comú al Campionat Mundial de Tir de l'ISSF del 2022. També va guanyar la medalla d'or la categoria d'equip mixt de carabina d'aire de 10 m en duo amb Sheng Lihao i una medalla de plata en l'esdeveniment de carabina d'aire comprimit de 10 m als Jocs Olímpics d'estiu de 2024 a París.